# Шанде, Филибер де, 1-й граф Бат
Филибер де Шанде, 1-й граф Бат (англ. Philibert de Chandée, 1st Earl of Bath; ум. после 1486 года) — английский дворянин, граф Бат (с 1485 года).

## Биография
Был приближённым Генри Тюдора, с которым был в Бретани, где был назначен командующим французскими вспомогательными войсками.
После высадки армии Тюдора в Уэльсе, он был посвящён в рыцари и участвовал в битве при Босворте, которая закончилась поражением армии короля Ричарда III и его гибелью в битве. Позже Генри Тюдор, ставший королём под именем Генрих VII пожаловал ему титул графа Бат.
Дальнейшая его судьба после того как он стал графом неизвестна, считается что он вернулся в Бретань, где и умер.